# Attagenus jucundus
Attagenus jucundus is een keversoort uit de familie spektorren (Dermestidae). De wetenschappelijke naam van de soort werd in 1885 gepubliceerd door Louis Albert Péringuey.